# Logan (Utah)
Logan és una ciutat i seu del Comtat de Cache a l'estat de Utah dels Estats Units d'Amèrica.

## Demografia
Segons el cens del United States Census Bureau Logan tenia el 2008 una població de 49.534 habitants. Segons el cens del 2000 tenia 42.670 habitants, 13.902 habitatges, i 9.175 famílies. La densitat de població era de 997,3 habitants per km².
Dels 13.902 habitatges en un 33,4% hi vivien nens de menys de 18 anys, en un 55,1% hi vivien parelles casades, en un 7,7% dones solteres, i en un 34% no eren unitats familiars. En el 17,9% dels habitatges hi vivien persones soles el 5,7% de les quals corresponia a persones de 65 anys o més que vivien soles. El nombre mitjà de persones vivint en cada habitatge era de 2,92 i el nombre mitjà de persones que vivien en cada família era de 3,2.
Per edats la població es repartia de la següent manera: un 23,4% tenia menys de 18 anys, un 34,3% entre 18 i 24, un 25,5% entre 25 i 44, un 9,7% de 45 a 60 i un 7,1% 65 anys o més.
L'edat mitjana era de 24 anys. Per cada 100 dones de 18 o més anys hi havia 89,5 homes.
La renda mitjana per habitatge era de 30.778 $ i la renda mitjana per família de 33.784 $. Els homes tenien una renda mitjana de 27.304 $ mentre que les dones 19.687 $. La renda per capita de la població era de 13.765 $. Entorn del 12,6% de les famílies i el 22,7% de la població estaven per davall del llindar de pobresa.

## Poblacions properes
El següent diagrama mostra les poblacions més properes.

## Personatges il·lustres
- Quentin LaMar Cook, religiós.
- Kip Thorne (1940 -) físic, Premi Nobel de Física de l'any 2017